# Leandro Miguel Fernández
Leandro Miguel Fernández (Santa Fe, Argentina; 12 de marzo de 1991) es un futbolista argentino. Se desempeña como delantero y actualmente se encuentra en Universidad de Chile de la Primera División de Chile. 
Es hermano de los futbolistas Brian Fernández, Nicolás Fernández y Juan Cruz Villagra.

## Trayectoria

### Defensa y Justicia
Se inició en las inferiores de Colón y posteriormente pasó a Defensa y Justicia. Debutó oficialmente el 23 de mayo de 2009 en la derrota de 1-2 frente a Tiro Federal, en el Estadio Fortín de Ludueña de Rosario. Aquel día, ingresó de cambio a los 74 minutos de juego, en sustitución de Omar Zalazar. Marcaría su primer gol con la camiseta de El Halcón el día 10 de abril de 2010 en la victoria de su equipo por 3-1 ante el Atlético de Rafaela.

### Tijuana
En 2012 ficha por el Tijuana, a petición del argentino Antonio Mohamed, luego de haberse conocido en 2008 cuando Fernández militaba en la Reserva del Colón y Mohamed era el DT del equipo de Primera. El 5 de febrero de 2012 debutó con Tijuana en el empate de 1-1 frente al Puebla en el Estadio Cuauhtémoc, por la Jornada 5 del Clausura 2012 de la Liga MX El 21 de mayo de 2012 fue anunciada su salida del equipo de los Xolos.

### Ferro Carril Oeste
A mediados de 2012, luego de su paso por el fútbol mexicano y un traspaso frustrado a Banfield, Fernández pasa a jugar con Ferro Carril Oeste de la Primera B Nacional.

### Regreso a Defensa y Justicia
Para el segundo semestre de 2013 regresó a Defensa y Justicia, donde jugó un solo partido.

### Comunicaciones
El 2 de enero de 2014 se anuncia su llegada al Comunicaciones de Guatemala. Anotaría tres goles en veintidós partidos disputados a lo largo del Clausura 2014 de la Liga Nacional de Guatemala.

### Godoy Cruz
Arribó a Godoy Cruz a mediados de 2014. En el "Tomba" logra su mejor rendimiento personal, luego de un primer campeonato en el que fue suplente y opacado por la jerarquía de Jaime Ayoví y Rubén Ramírez terminó disputando 17 encuentros (la mayoría ingresando en la segunda etapa) y marcando 3 goles.
Su segundo campeonato (ya con un formato de torneo largo) logra un buen momento futbolístico. Sus problemas de conducta y de mal comportamiento rápidamente quedaron opacados.

### Independiente
El 12 de enero de 2016 se confirmó su traspaso a Independiente. Debutó oficialmente con los colores de Independiente de Avellaneda el 12 de febrero de 2016, en el empate de 1 a 1, frente a Godoy Gruz, su anterior equipo. El 21 de febrero de 2016 convertiría su primera anotación en un «clásico de Avellaneda» que terminó empatado 1 a 1. Su buena racha se cortó en un partido frente a Belgrano de Córdoba, en el que sufrió la rotura de los ligamentos cruzados de la rodilla, lo que lo marginó durante meses. En 2017, recuperado, alcanzó su mejor nivel, coronándose campeón de la Copa Sudamericana. Luego de eso, en 2018 volvió a lesionarse y luego de su recuperación fue prestado a Vélez Sarsfield. Retornó a Independiente a inicios de 2020, y el 1 de julio de 2020, al no renovar contrato, se fue del club de manera libre.

### Nacional
Tras no contar con los minutos suficientes en Internacional, el 8 de marzo de 2021 se confirma su cesión por un año al Nacional de la Primera División de Uruguay

### Universidad de Chile
El 7 de diciembre de 2022 se anunció su fichaje por Universidad de Chile a través de las redes sociales del club chileno. Jugó su primer partido oficial en la fecha 1 del Campeonato 2023, donde el elenco azul cayó 1-3 ante Huachipato. Su primer gol con la camiseta del "bulla" llegó el 19 de febrero de 2023, en la fecha 5 del campeonato, donde cruzó un remate desde la zona derecha del área chica para darle la victoria al "romántico viajero". 
En su primera temporada, Leandro anotó 10 goles y 3 asistencias en 23 partidos con la U. de Chile, incluyendo un doblete en el «Clásico universitario»  197, partido que "la U" se llevó por un 1-3.
En 2024, Leandro marcó 11 goles y 11 asistencias por el campeonato nacional, mientras que en Copa Chile convirtió 2 goles y 2 asistencias (una de ellas a Charles Aránguiz, en la final donde "la U" se coronó campeón). El jugador renovó su contrato con el club universitario hasta 2026.

## Estadísticas
Actualizado al último partido jugado el 17 de agosto de 2025.
| Club                         | Div.                | Temporada           | Liga  | Liga  | Liga   | Copas nacionales | Copas nacionales | Copas nacionales | Torneos internacionales | Torneos internacionales | Torneos internacionales | Total | Total | Total  |
| Club                         | Div.                | Temporada           | Part. | Goles | Asist. | Part.            | Goles            | Asist.           | Part.                   | Goles                   | Asist.                  | Part. | Goles | Asist. |
| ---------------------------- | ------------------- | ------------------- | ----- | ----- | ------ | ---------------- | ---------------- | ---------------- | ----------------------- | ----------------------- | ----------------------- | ----- | ----- | ------ |
| Defensa y Justicia Argentina | 2.ª                 | 2008-09             | 3     | 0     | 0      | —                | —                | —                | —                       | —                       | —                       | 3     | 0     | 0      |
| Defensa y Justicia Argentina | 2.ª                 | 2009-10             | 11    | 3     | 1      | —                | —                | —                | —                       | —                       | —                       | 11    | 3     | 1      |
| Defensa y Justicia Argentina | 2.ª                 | 2010-11             | 22    | 3     | 0      | —                | —                | —                | —                       | —                       | —                       | 22    | 3     | 0      |
| Defensa y Justicia Argentina | 2.ª                 | 2011-12             | 15    | 3     | 0      | —                | —                | —                | —                       | —                       | —                       | 15    | 3     | 0      |
| Defensa y Justicia Argentina | 2.ª                 | 2013-14             | 1     | 0     | 0      | —                | —                | —                | —                       | —                       | —                       | 1     | 0     | 0      |
| Defensa y Justicia Argentina | Total               | Total               | 52    | 9     | 1      | 0                | 0                | 0                | 0                       | 0                       | -                       | 52    | 9     | 1      |
| Tijuana · México             | 1.ª                 | 2011-12             | 7     | 0     | 0      | —                | —                | —                | —                       | —                       | —                       | 7     | 0     | 0      |
| Tijuana · México             | Total               | Total               | 7     | 0     | 0      | 0                | 0                | 0                | 0                       | 0                       | 0                       | 7     | 0     | 0      |
| Ferro Carril Oeste Argentina | 2.ª                 | 2012-13             | 20    | 2     | 0      | 1                | 0                | 0                | —                       | —                       | —                       | 21    | 2     | 0      |
| Ferro Carril Oeste Argentina | Total               | Total               | 20    | 2     | 0      | 1                | 0                | 0                | 0                       | 0                       | 0                       | 21    | 2     | 0      |
| Comunicaciones · Guatemala   | 1.ª                 | 2013-14             | 22    | 4     | 0      | —                | —                | —                | —                       | —                       | —                       | 22    | 4     | 0      |
| Comunicaciones · Guatemala   | Total               | Total               | 22    | 4     | 0      | 0                | 0                | 0                | 0                       | 0                       | 0                       | 22    | 4     | 0      |
| Godoy Cruz Argentina         | 1.ª                 | 2014                | 14    | 5     | 2      | —                | —                | —                | 1                       | 0                       | 0                       | 15    | 5     | 2      |
| Godoy Cruz Argentina         | 1.ª                 | 2015                | 28    | 15    | 1      | 1                | 0                | 0                | —                       | —                       | —                       | 29    | 15    | 1      |
| Godoy Cruz Argentina         | Total               | Total               | 42    | 20    | 3      | 1                | 0                | 0                | 1                       | 0                       | 0                       | 44    | 20    | 3      |
| Independiente Argentina      | 1.ª                 | 2016                | 11    | 3     | 2      | 1                | 1                | 0                | —                       | —                       | —                       | 12    | 4     | 2      |
| Independiente Argentina      | 1.ª                 | 2016-17             | 1     | 0     | 1      | 1                | 0                | 0                | 2                       | 1                       | 0                       | 4     | 1     | 1      |
| Independiente Argentina      | 1.ª                 | 2017-18             | 23    | 6     | 3      | 1                | 0                | 0                | 11                      | 4                       | 2                       | 35    | 10    | 5      |
| Independiente Argentina      | 1.ª                 | 2019-20             | 7     | 2     | 2      | 1                | 0                | 0                | 2                       | 1                       | 0                       | 10    | 3     | 2      |
| Vélez Sarsfield Argentina    | 1.ª                 | 2018-19             | 9     | 2     | 2      | 2                | 1                | 0                | —                       | —                       | —                       | 11    | 3     | 2      |
| Vélez Sarsfield Argentina    | 1.ª                 | 2019-20             | 12    | 2     | 0      | —                | —                | —                | —                       | —                       | —                       | 12    | 2     | 0      |
| Vélez Sarsfield Argentina    | Total               | Total               | 21    | 4     | 2      | 2                | 1                | 0                | 0                       | 0                       | 0                       | 23    | 5     | 2      |
| Internacional · Brasil       | 1.ª                 | 2020                | 9     | 0     | 1      | 3                | 1                | 1                | 5                       | 0                       | 0                       | 17    | 1     | 2      |
| Internacional · Brasil       | Total               | Total               | 9     | 0     | 1      | 3                | 1                | 1                | 5                       | 0                       | 0                       | 17    | 1     | 2      |
| Nacional · Uruguay           | 1.ª                 | 2021                | 24    | 7     | 7      | 1                | 1                | 0                | 7                       | 2                       | 2                       | 32    | 10    | 9      |
| Nacional · Uruguay           | Total               | Total               | 24    | 7     | 7      | 1                | 1                | 0                | 7                       | 2                       | 2                       | 32    | 10    | 9      |
| Independiente Argentina      | 1.ª                 | 2022                | 18    | 7     | 4      | 14               | 3                | 0                | 4                       | 2                       | 3                       | 36    | 12    | 7      |
| Independiente Argentina      | Total               | Total               | 18    | 7     | 4      | 14               | 3                | 0                | 4                       | 2                       | 3                       | 97    | 30    | 17     |
| Universidad de Chile · Chile | 1.ª                 | 2023                | 26    | 10    | 3      | 0                | 0                | 0                | 0                       | 0                       | 0                       | 26    | 10    | 3      |
| Universidad de Chile · Chile | 1.ª                 | 2024                | 27    | 11    | 11     | 6                | 2                | 2                | 0                       | 0                       | 0                       | 33    | 13    | 13     |
| Universidad de Chile · Chile | 1.ª                 | 2025                | 15    | 4     | 3      | 6                | 3                | 3                | 6                       | 0                       | 0                       | 27    | 7     | 6      |
| Universidad de Chile · Chile | Total club          | Total club          | 68    | 25    | 17     | 12               | 5                | 5                | 6                       | 0                       | 0                       | 86    | 30    | 22     |
| Total en su carrera          | Total en su carrera | Total en su carrera | 325   | 89    | 53     | 38               | 12               | 6                | 38                      | 10                      | 7                       | 400   | 111   | 66     |

## Palmarés

### Títulos nacionales
| Título             | Club                 | País      | Año    |
| ------------------ | -------------------- | --------- | ------ |
| Liga Nacional      | Comunicaciones       | Guatemala | C-2014 |
| Supercopa Uruguaya | Nacional             | Uruguay   | 2021   |
| Copa Chile         | Universidad de Chile | Chile     | 2024   |

### Títulos internacionales
| Título            | Club          | País   | Año  |
| ----------------- | ------------- | ------ | ---- |
| Copa Sudamericana | Independiente | Brasil | 2017 |
| Copa Suruga Bank  | Independiente | Japón  | 2018 |